# Copa del Rey de fútbol 1924
La Copa del Rey de Fútbol de 1924 fue la vigésimo segunda edición de la competición. Se disputó a lo largo de la primera mitad del año 1924, del 23 de marzo al 4 de mayo, con la participación de los equipos que se había proclamado campeones de los torneos regionales que se disputaron en España la temporada 1923-24. La conquistó el Real Unión Club de Irún, la segunda de su palmarés (tercera si se cuenta la ganada por el Racing de Irún en 1913), en la final jugada en San Sebastián.

## Equipos clasificados
Participaron en esta edición de la Copa los ganadores de los diez torneos regionales que se disputaron en España durante la temporada 1923-24. A partir de este año toman parte en el torneo los campeones de Cantabria y Aragón. En esta edición cuatro clubes debutaron en el torneo copero: Real Sociedad Atlética Stadium de Zaragoza, Real Racing Club de Santander, Club Natación Alicante y el recién fundado Real Club Celta de Vigo.
|  | Campeonato                     |                                | Representante       |  |
|  | Copa de Andalucía              | Copa de Andalucía              | Sevilla Fútbol Club |  |
|  | Campeonato de Aragón           | Campeonato de Aragón           | Stadium de Zaragoza |  |
|  | Campeonato de Asturias         | Campeonato de Asturias         | Sporting de Gijón   |  |
|  | Campeonato de Cantabria        | Campeonato de Cantabria        | Racing de Santander |  |
|  | Copa Cataluña                  | Copa Cataluña                  | FC Barcelona        |  |
|  | Campeonato Regional Centro     | Campeonato Regional Centro     | Real Madrid FC      |  |
|  | Campeonato de Galicia          | Campeonato de Galicia          | Celta de Vigo       |  |
|  | Campeonato de Guipúzcoa        | Campeonato de Guipúzcoa        | Real Unión Club     |  |
|  | Campeonato Regional de Levante | Campeonato Regional de Levante | Natación Alicante   |  |
|  | Campeonato Regional de Vizcaya | Campeonato Regional de Vizcaya | Athletic Club       |  |

## Fase final
Consistente en dos rondas y una previa a doble partido con los enfrentamientos decididos por sorteo. En caso de quedar empatados a victorias, se jugaba un partido de desempate en campo neutral. Los dos últimos contendientes se enfrentaron en la final a partido único en campo neutral.
|  | Ronda previa        | Ronda previa         | Ronda previa     |                 |   | Cuartos de final | Cuartos de final | Cuartos de final |  |  | Semifinal       | Semifinal       | Semifinal       |  |  | Final                              | Final                              |  |
|  | 23 y 30 de marzo    | 23 y 30 de marzo     | 23 y 30 de marzo |                 |   | 23 y 30 de marzo | 23 y 30 de marzo | 23 y 30 de marzo |  |  | 6 y 13 de abril | 6 y 13 de abril | 6 y 13 de abril |  |  | 4 de mayo, Atocha de San Sebastián | 4 de mayo, Atocha de San Sebastián |  |
|  |                     |                      |                  |                 |   |                  |                  |                  |  |  |                 |                 |                 |  |  |                                    |                                    |  |
|  |                     |                      |                  |                 |   |                  |                  |                  |  |  |                 |                 |                 |  |  |                                    |                                    |  |
|  |                     |                      |                  |                 |   |                  |                  |                  |  |  |                 |                 |                 |  |  |                                    |                                    |  |
|  | FC Barcelona        | 8                    | 9                |                 |   |                  |                  |                  |  |  |                 |                 |                 |  |  |                                    |                                    |  |
|  | FC Barcelona        | 8                    | 9                |                 |   |                  |                  |                  |  |  |                 |                 |                 |  |  |                                    |                                    |  |
|  | Stadium de Zaragoza | 1                    | 0                |                 |   |                  |                  |                  |  |  |                 |                 |                 |  |  |                                    |                                    |  |
|  | Stadium de Zaragoza | 1                    | 0                | FC Barcelona    | 2 | 0                |                  |                  |  |  |                 |                 |                 |  |  |                                    |                                    |  |
|  |                     |                      |                  |                 | 2 | 0                |                  |                  |  |  |                 |                 |                 |  |  |                                    |                                    |  |
|  |                     | Sporting de Gijón    | 0                | 2               |   |                  |                  |                  |  |  |                 |                 |                 |  |  |                                    |                                    |  |
|  | Sporting de Gijón   | Sporting de Gijón    | 0                | 2               | 7 | 3                |                  |                  |  |  |                 |                 |                 |  |  |                                    |                                    |  |
|  | Sporting de Gijón   |                      |                  |                 | 7 | 3                |                  |                  |  |  |                 |                 |                 |  |  |                                    |                                    |  |
|  | Racing de Santander | 0                    | 2                |                 |   |                  |                  |                  |  |  |                 |                 |                 |  |  |                                    |                                    |  |
|  | Racing de Santander | 0                    | 2                | Real Unión Club | 1 | 0                |                  |                  |  |  |                 |                 |                 |  |  |                                    |                                    |  |
|  |                     |                      |                  |                 | 1 | 0                |                  |                  |  |  |                 |                 |                 |  |  |                                    |                                    |  |
|  |                     | FC Barcelona         | 0                | 2               |   |                  |                  |                  |  |  |                 |                 |                 |  |  |                                    |                                    |  |
|  |                     | FC Barcelona         | 0                | 2               |   |                  |                  |                  |  |  |                 |                 |                 |  |  |                                    |                                    |  |
|  |                     |                      |                  |                 |   |                  |                  |                  |  |  |                 |                 |                 |  |  |                                    |                                    |  |
|  |                     |                      |                  |                 |   |                  |                  |                  |  |  |                 |                 |                 |  |  |                                    |                                    |  |
|  | Sevilla FC          | 1                    | 0                |                 |   |                  |                  |                  |  |  |                 |                 |                 |  |  |                                    |                                    |  |
|  | Sevilla FC          | 1                    | 0                |                 |   |                  |                  |                  |  |  |                 |                 |                 |  |  |                                    |                                    |  |
|  |                     | Real Unión Club      | 1                | 2               |   |                  |                  |                  |  |  |                 |                 |                 |  |  |                                    |                                    |  |
|  |                     | Real Unión Club      | 1                | 2               |   |                  |                  |                  |  |  |                 |                 |                 |  |  |                                    |                                    |  |
|  |                     |                      |                  |                 |   |                  |                  |                  |  |  |                 |                 |                 |  |  |                                    |                                    |  |
|  |                     |                      |                  |                 |   |                  |                  |                  |  |  |                 |                 |                 |  |  |                                    |                                    |  |
|  | Real Unión Club     | 1                    |                  |                 |   |                  |                  |                  |  |  |                 |                 |                 |  |  |                                    |                                    |  |
|  | Real Unión Club     | 1                    |                  |                 |   |                  |                  |                  |  |  |                 |                 |                 |  |  |                                    |                                    |  |
|  |                     | Real Madrid          | 0                |                 |   |                  |                  |                  |  |  |                 |                 |                 |  |  |                                    |                                    |  |
|  |                     | Real Madrid          | 0                |                 |   |                  |                  |                  |  |  |                 |                 |                 |  |  |                                    |                                    |  |
|  |                     |                      |                  |                 |   |                  |                  |                  |  |  |                 |                 |                 |  |  |                                    |                                    |  |
|  |                     |                      |                  |                 |   |                  |                  |                  |  |  |                 |                 |                 |  |  |                                    |                                    |  |
|  | Celta de Vigo       | 1                    | 1                |                 |   |                  |                  |                  |  |  |                 |                 |                 |  |  |                                    |                                    |  |
|  | Celta de Vigo       | 1                    | 1                |                 |   |                  |                  |                  |  |  |                 |                 |                 |  |  |                                    |                                    |  |
|  |                     | Athletic Club        | 1                | 6               |   |                  |                  |                  |  |  |                 |                 |                 |  |  |                                    |                                    |  |
|  |                     | Athletic Club        | 1                | 6               |   |                  |                  |                  |  |  |                 |                 |                 |  |  |                                    |                                    |  |
|  |                     |                      |                  |                 |   |                  |                  |                  |  |  |                 |                 |                 |  |  |                                    |                                    |  |
|  |                     |                      |                  |                 |   |                  |                  |                  |  |  |                 |                 |                 |  |  |                                    |                                    |  |
|  | Athletic Club       | 3                    | 0                |                 |   |                  |                  |                  |  |  |                 |                 |                 |  |  |                                    |                                    |  |
|  | Athletic Club       | 3                    | 0                |                 |   |                  |                  |                  |  |  |                 |                 |                 |  |  |                                    |                                    |  |
|  |                     | Real Madrid          | 1                | 3               |   |                  |                  |                  |  |  |                 |                 |                 |  |  |                                    |                                    |  |
|  |                     | Real Madrid          | 1                | 3               |   |                  |                  |                  |  |  |                 |                 |                 |  |  |                                    |                                    |  |
|  |                     |                      |                  |                 |   |                  |                  |                  |  |  |                 |                 |                 |  |  |                                    |                                    |  |
|  |                     |                      |                  |                 |   |                  |                  |                  |  |  |                 |                 |                 |  |  |                                    |                                    |  |
|  | Real Madrid         | 4                    | 3                |                 |   |                  |                  |                  |  |  |                 |                 |                 |  |  |                                    |                                    |  |
|  | Real Madrid         | 4                    | 3                |                 |   |                  |                  |                  |  |  |                 |                 |                 |  |  |                                    |                                    |  |
|  |                     | Natación de Alicante | 0                | 2               |   |                  |                  |                  |  |  |                 |                 |                 |  |  |                                    |                                    |  |
|  |                     | Natación de Alicante | 0                | 2               |   |                  |                  |                  |  |  |                 |                 |                 |  |  |                                    |                                    |  |
|  |                     |                      |                  |                 |   |                  |                  |                  |  |  |                 |                 |                 |  |  |                                    |                                    |  |
|  |                     |                      |                  |                 |   |                  |                  |                  |  |  |                 |                 |                 |  |  |                                    |                                    |  |

### Ronda previa
Esta rondo previa hubo de jugarse al haber diez equipos clasificados para esta edición de la copa. Las dos eliminatorias se jugaron a la misma vez que el resto de las eliminatorias de cuartos, concretamente los días 22 de marzo para la ida y 30 de marzo para la vuelta, significando esto que la eliminatoria de cuartos a ser disputada entre los ganadores de la ronda previa se jugaría con posterioridad a la conclusión del resto de eliminatorias de cuartos de final. Las dos series fueron claramente dominadas por los conjuntos veteranos en la copa sin que los debutantes tuvieran alguna opción.
| Equipo local ida  | Equipo visitante ida    | Ida   | Vuelta |
| ----------------- | ----------------------- | ----- | ------ |
| FC Barcelona      | RSA Stadium de Zaragoza | 8 - 1 | 9 - 0  |
| Sporting de Gijón | Racing de Santander     | 7 - 0 | 3 - 2  |

### Cuartos de final
Disputados los días 22 y 30 de marzo, a excepción del FC Barcelona - Sporting de Gijón que se jugó una semana después, los días 6 y 13 de abril. El desarrollo de la eliminatorias fue desigual con un Real Madrid que no tuvo problemas para deshacerse del Club Natación Alicante, un Athletic Club y un Real Unión que tuvieron que esperar a jugar en sus feudos para resolver la eliminatoria después de un empate en el campo rival; y un Barça que necesitó de un partido de desempate en Madrid, jugado el 16 de abril, para romper el empate a una victoria que mantenía con el Sporting.
| Equipo local ida | Equipo visitante ida   | Ida   | Vuelta | Desempate |
| ---------------- | ---------------------- | ----- | ------ | --------- |
| Real Madrid      | Club Natación Alicante | 4 - 0 | 3 - 2  |           |
| Celta de Vigo    | Athletic Club          | 1 - 1 | 1 - 6  |           |
| Sevilla FC       | Real Unión Club        | 1 - 1 | 0 - 2  |           |
| FC Barcelona     | Sporting de Gijón      | 2 - 0 | 0 - 2  | 3 - 1     |

### Semifinales
Las semifinales se jugaron en dos turnos, primero la que debían disputar Real Madrid y Athletic los días 6 y 13 de abril (coincidiendo en fechas con la última eliminatoria de cuartos) y una semana más tarde, 20 y 27 de abril, la otra. La igualdad fue la tónica general de las eliminatorias de semifinales ya que ambas necesitaron de un partido de desempate para dilucidar quienes pasaban a la final. Athletic de Bilbao y Real Madrid disputarían el partido decisivo en Madrid el día 15 de abril y de ahí salió el conjunto madrileño como primer finalista. Para decidir el otro finalista Barça y Real Unión viajaron a San Sebastián, lugar donde se celebraría la final, y apenas cuatro días antes del partido que decidiría el campeón, el 30 de abril, jugaron el desempate que le daría el pase a los de Irún
| Equipo local ida | Equipo visitante ida | Ida   | Vuelta | Desempate |
| ---------------- | -------------------- | ----- | ------ | --------- |
| Athletic Club    | Real Madrid          | 3 - 1 | 0 - 3  | 0 - 1     |
| Real Unión Club  | FC Barcelona         | 1 - 0 | 0 - 2  | 6 - 1     |

### Final
La cuarta y última ronda del torneo fue disputada por la Real Unión y el Real Madrid. La final se jugó a partido único, en campo neutral -el Estadio de Atocha de San Sebastián- el día 4 de mayo de 1924. La Real Unión se consagró ganando 1 a 0 y logró su segunda Copa del Rey.
| 1  | PO | Antonio «Emery II»  |  |
| 2  | DF | Manuel Anatol       |  |
| 3  | DF | Ignacio Berges      |  |
| 4  | MC | Francisco Gamborena |  |
| 5  | MC | René Petit          |  |
| 6  | MC | Ramón Eguiazábal    |  |
| 7  | DE | José Echeveste      |  |
| 8  | DE | Joaquín Vázquez     |  |
| 9  | DE | Juan Errazquin      |  |
| 10 | DE | Matías Aguinaga     |  |
| 11 | DE | Ramón Azurza        |  |
| DT | DT | Steve Bloomer       |  |

| 1  | PO | Cándido Martínez            |  |  |
| 2  | DF | Félix Quesada               |  |  |
| 3  | DF | «Perico» Escobal            |  |  |
| 4  | MC | Juan Pablo Barrero          |  |  |
| 5  | MC | Adolfo Mengotti             |  |  |
| 6  | MC | Ernesto Mejía               |  |  |
| 7  | DE | José María Muñagorri        |  |  |
| 8  | DE | Manuel Fernández Valderrama |  |  |
| 9  | DE | Juan Mojardín               |  |  |
| 10 | DE | Félix Pérez                 |  |  |
| 11 | DE | Jerónimo Víctor del Campo   |  |  |
| DT | DT | Juanito Cárcer              |  |  |

|  | 58' | Echeveste | 1-0 |

| Árbitro:        | Fermín Sánchez |
| Jueces de línea | Quintana       |
| Jueces de línea | Diez           |
| Reporte         |                |

| 1  | PO | Antonio «Emery II»  |  |
| 2  | DF | Manuel Anatol       |  |
| 3  | DF | Ignacio Berges      |  |
| 4  | MC | Francisco Gamborena |  |
| 5  | MC | René Petit          |  |
| 6  | MC | Ramón Eguiazábal    |  |
| 7  | DE | José Echeveste      |  |
| 8  | DE | Joaquín Vázquez     |  |
| 9  | DE | Juan Errazquin      |  |
| 10 | DE | Matías Aguinaga     |  |
| 11 | DE | Ramón Azurza        |  |
| DT | DT | Steve Bloomer       |  |

| 1  | PO | Cándido Martínez            |  |  |
| 2  | DF | Félix Quesada               |  |  |
| 3  | DF | «Perico» Escobal            |  |  |
| 4  | MC | Juan Pablo Barrero          |  |  |
| 5  | MC | Adolfo Mengotti             |  |  |
| 6  | MC | Ernesto Mejía               |  |  |
| 7  | DE | José María Muñagorri        |  |  |
| 8  | DE | Manuel Fernández Valderrama |  |  |
| 9  | DE | Juan Mojardín               |  |  |
| 10 | DE | Félix Pérez                 |  |  |
| 11 | DE | Jerónimo Víctor del Campo   |  |  |
| DT | DT | Juanito Cárcer              |  |  |

|  | 58' | Echeveste | 1-0 |

| Árbitro:        | Fermín Sánchez |
| Jueces de línea | Quintana       |
| Jueces de línea | Diez           |
| Reporte         |                |

|                         |
| Campeón REAL UNIÓN CLUB |
| Segundo título          |